# Veszélyes övezet (könyvsorozat)
A Veszélyes övezet a Park Könyvkiadó által 2000-ben indított és jelenleg is futó ismeretterjesztő földrajzi könyvsorozat.

## A sorozat kötetei (az első kiadás évének sorrendjében)
| Szerző                              | Cím                      | Alcím | Megjelenés éve |
| Conrad Anker, David Roberts         | Mallory nyomában         | | 2000           |
| Jon Krakauer                        | Ég és jég                | Személyes beszámoló az 1996-os Mount Everest-i hegymászó-tragédiáról                                       | 2000           |
| Nathaniel Philbrick                 | A tenger szívében        | Az Essex bálnavadászhajó tragédiája                                                                        | 2000           |
| Sebastian Junger                    | Viharzóna                | Halászok a tenger ellen                                                                                    | 2000           |
| Alfred Lansing                      | A Déli-sark foglyai      | Ernest Shackleton legendás antarktiszi expedíciója                                                         | 2001           |
| Jon Krakauer                        | Út a vadonba             | | 2001           |
| Anatolij Bukrejev, G. Weston DeWalt | Hegyi őrület             | Az 1996-os Mount Everest-i tragédia                                                                        | 2002           |
| David Roberts                       | Kétes dicsőség           | A legendás Annapurna-expedíció valós története                                                             | 2002           |
| Slavomir Rawicz                     | A hosszú menet           | Szökés a Gulagról                                                                                          | 2002           |
| Michael Palin                       | Szahara                  | | 2002           |
| Susan Travers                       | Bátraké a holnap         | | 2002           |
| Heinrich Harrer                     | A fehér pók              | Az Eiger krónikája                                                                                         | 2003           |
| Valerian Albanov                    | A fehér halál országában | | 2003           |
| Roland Huntford                     | Scott és Amundsen        | Versenyben a Déli-sarkért                                                                                  | 2003           |
| Reinhold Messner                    | A végzet hegye           | Nanga Parbat – Fivérek, halál és magány                                                                    | 2004           |
| Dornbach Mária (szerk.)             | Amerikától Óceániáig     | XIX. századi magyar utazók                                                                                 | 2006           |
| Michael Palin                       | Himalája                 | | 2007           |
| Christina Lamb                      | A herati varrókörök      | Egy angol haditudósító afganisztáni feljegyzései                                                           | 2008           |
| Michael Palin                       | Hemingway nyomában       | | 2008           |
| Joe Simpson                         | Zuhanás a csöndbe        | Tragédia a Siula Grandén                                                                                   | 2010           |
| Nando Parrado, Vince Rause          | Csoda az Andokban        | | 2010           |
| Jon Krakauer                        | Álmok az Eigerről        | Az ember és a hegy találkozása                                                                             | 2011           |
| Christopher McDougall               | Futni születtünk         | Egy rejtőzködő indián törzs, néhány szuperatléta és minden idők legnagyobb ultrafutó versenyének története | 2013           |
| Donnie Eichar                       | Halálhegy                | A Gyatlov-csoport tragédiájának igaz története                                                             | 2016           |
| Scott Jurek, Steve Friedman         | Futni, enni, élni        | Utam az ultrafutói sikerhez                                                                                | 2015           |
| Matt Fitzgerald                     | Vasemberek               | Minden idők legnagyobb triatlonpárharca                                                                    | 2018           |
| Peter Zuckerman, Amanda Padoan      | Felhőkbe veszve          | Tragikus nap a pakisztáni K2-n. A serpa mászók rendkívüli története                                        | 2019           |
| Alex Honnold, David Roberts         | Egyedül a falon          | | 2020           |